# Memecylon luchuenense
Memecylon luchuenense är en tvåhjärtbladig växtart som beskrevs av Chieh Chen. Memecylon luchuenense ingår i släktet Memecylon och familjen Melastomataceae. Inga underarter finns listade i Catalogue of Life.